# Rabobank Continental Team/2012
Hieronder volgt een overzicht van de samenstelling van het Rabobank Continental Team in 2012.
| Naam               | Geboortedatum | Nationaliteit | Ploeg 2012                  |
| ------------------ | ------------- | ------------- | --------------------------- |
| Dylan van Baarle   | 21-05-1992    | Nederland     |                             |
| Melvin Boskamp     | 30-10-1990    | Nederland     |                             |
| Jasper Bovenhuis   | 27-07-1991    | Nederland     |                             |
| Marc Goos          | 30-11-1990    | Nederland     |                             |
| Moreno Hofland     | 31-08-1991    | Nederland     |                             |
| Jenning Huizenga   | 29-03-1984    | Nederland     | Ubbink-Koga Cycling Team    |
| Wesley Kreder      | 04-11-1990    | Nederland     |                             |
| Nick van der Lijke | 23-09-1991    | Nederland     |                             |
| Brian Megens       | 26-01-1990    | Nederland     | Cyclingteam Jo Piels        |
| Marco Minnaard     | 11-04-1989    | Nederland     | Rabobank-Giant Offroad Team |
| Daan Olivier       | 24-11-1992    | Nederland     |                             |
| Danny van Poppel   | 26-07-1993    | Nederland     | TWC Pijnenburg              |
| Oscar Riesebeek    | 23-12-1992    | Nederland     |                             |
| Ivar Slik          | 27-05-1993    | Nederland     | Sinnige Bouw Wielerteam     |
| Martijn Tusveld    | 09-09-1993    | Nederland     | WV De Jonge Renner          |
| Rick Zabel         | 08-12-1993    | Duitsland     |                             |
| Ruben Zepuntke     | 29-01-1993    | Duitsland     |                             |

## Belangrijke overwinningen
| Istrian Spring Trophy Proloog Ivar Slik Triptyque des Monts et Châteaux 2e etappe A Dylan van Baarle Arno Wallaard Memorial Winnaar: Dylan van Baarle Olympia's Tour Proloog: Dylan van Baarle 2e etappe: Jenning Huizenga Eindklassement: Dylan van Baarle Ronde van Gironde 1e etappe: Nick van der Lijke Eindklassement: Nick van der Lijke Ronde van Thüringen Proloog: Dylan van Baarle, Daan Olivier, Ruben Zepuntke, Marc Goos, Danny van Poppel en Moreno Hofland (ploegentijdrit) 1e etappe: Danny van Poppel 4e etappe: Danny van Poppel Kreiz Breizh Elites 4e etappe: Moreno Hofland Ronde van León 1e etappe: Danny van Poppel Ronde van Midden-Nederland Winnaar: Ivar Slik Ronde van de Toekomst 2e etappe: Moreno Hofland Nationale kampioenschappen wielrennen Duitsland - Beloften: Rick Zabel |

## Bron
1. ↑  Rabosport.nl geraadpleegd op 19 januari 2012